# Гамма-абсорбційний аналіз
Га́мма-абсорбці́йний ана́ліз (рос. гамма-абсорбционный анализ, англ. gamma-ray absorption analysis; нім. Gamma-Absorptionsanalyse f) — метод аналізу гірських порід, що ґрунтується на кількісному визначенні елементного складу речовини за поглинанням рентгенівського (пулюєвого) та гамма-випромінювання.

## Практичне значення
Вміст елементів з великим атомним номером в середовищі породотвірних елементів за допомогою гамма-абсорбційого аналізу можна визначити з відносною помилкою 1 %. Гамма-абсорбційний аналіз дозволяє визначати вміст Fe, W, Hg, Pb в рудах і продуктах їх переробки, не тільки в сухих пробах і розчинах, але також в пульпах, контролювати вміст елементів у промислових продуктах і концентратах.
Крім того, гамма-абсорбційний аналіз використовують для контролю зольності вугілля, визначення сірки в нафтах і газах; метод може бути застосований для контролю елементів у потоці.